# Glenorchy (Nový Zéland)
Glenorchy je malé sídlo nacházející se na severním konci jezera Wakatipu v regionu Otago na novozélandském Jižním ostrově. K roku 2013 zde žilo 363 stálých obyvatel. Leží poblíž hranic dvou národních parků, Fiordlandu a Mount Aspiringu. Nachází se zhruba 45 km od města Queenstown.
Obec se zajímavou historií, věhlasné místo z natáčení filmové trilogie Pán prstenů a s nádhernou horskou scenérií, je výchozím bodem pro spoustu treků v Národním parku Mount Aspiring, brána do „Ráje“ (díky nedaleké oblasti nazývané Paradise).
Head of the Lake – tak se říká celému severnímu konci ramene jezera Wakatipu – je v podstatě deltou dvou meandrujících řek zvučných jmen – Rees a Dart, širokým vlídným údolím nenásilně sevřeným okolními masívy, v čele s majestátní dominantou legendami opředené Mt Earnslaw/Pikirakatahi (2830 m n. m.).
Pro běžné výletníky je to cul-de-sac, konec silnice (vyasfaltované teprve roku 1997!) – jediné spojky se skutečnou civilizací – 45 km vzdáleného a turistickým ruchem pulsujícího města Queenstown. Strmé břidličné svahy, řeky a bystřiny ženoucí se do údolí, mechem obrostlé pabukové lesy a ledem a sněhem pokryté vrcholky okolních dvoutisícovek – takhle rozmanitě se obléká skutečná Středozemě, proto se tolik záběrů z filmu Pán prstenů točilo právě tady. Pro trampy je to synonymum perel novozélandských vícedenních treků – Routeburn Track, Rees-Dart, Greenstone-Caples a mnoha dalších – méně známých, ale srovnatelné krásy. Pro farmáře je to nejzápadnější bod regionu Otago, kde se ještě dá farmařit – pastviny vysoko v horách s tisícihlavými stády vysokohorských merino ovcí produkují světově ceněnou merino vlnu. Pro zoology a botaniky je to místo s výskytem několika vzácných ptačích a rostlinných druhů, pro historiky se nese ve znamení pohnutých momentů prvního osidlování a dobývání zlata a wolframitu. Pro geology je skvělou učebnicí postglaciálního vývoje místních hornin a nerostných vrstev. Méně nápadné a méně známé jsou pak osudy místních lidí a rodin, jimž Glenorchy byly a jsou domovem po celé generace a které vytvářely místní komunitu. Někteří se stali legendou – jako třeba hraničář Bill O’Leary přezdívaný Arawata Bill.

## Historie
Porozumění souvislostem prvního osidlování Glenorchy a okolí kmeny původních obyvatel Nového Zélandu – Maory – by obnášelo hlubší zasvěcení do celkového uspořádání maorské hierarchie, znalost domorodé kultury zvané Maoritanga a politických souvztažností Nového Zélandu. I bez těchto detailů je však podstatné, že oblast Wakatipu významně figuruje v domorodé historii místních kmenů – prvního Waitaha, následně Ngati Mamoe a pozdějšího příchodu kmene Ngāi Tahu, který v podstatě dodnes spravuje velkou část území v koordinaci s vládním držením.
První etapa osidlování Maory proběhla již v poměrně raném období – počátkem 13. stol. n. l., kdy do oblasti dorazily maorské rodiny (hapu) z okolí Foveauxova průlivu (průliv mezi jižním pobřežím Jižního ostrova a malým Stewartovým ostrovem) v rámci jejich průzkumných expedic. Během archeologických výzkumů bylo prokázáno, že první maorské sídliště v oblasti Glenorchy bylo poblíž dnešního mostu přes řeku Dart. Tehdejší obyvatelé se zaměřovali na vyhledávání dodnes velmi ceněného nerostu Pounamu (greenstone, jadeit, nebo také zelenokámen), neboť zejména ten místní kolem Dart River vynikal svými vlastnostmi. Také lovili a zpracovávali dnes vyhynulé nelétavé ptačí obry Moa podobné současným pštrosům. Právě jadeitu a Maorům, kteří první objevili a používali stezky zdánlivě nepřekonatelnými horami k jeho transportu do vnitrozemí, vděčíme za dnešní existenci zmiňovaných trampských treků. Horské průsmyky jako Rees Saddle, McKellar Saddle, Cascade Saddle nebo Harris Saddle byly a jsou jedinými body, kudy je možné přejít drsná horská pásma. První evropští zeměměřiči a průzkumníci jako Skot James Mc Kerrow tyto původní maorské stezky později objevili a zapsali do map pro přijíždějící osadníky a posléze i turisty. Druhá etapa maorského osidlování proběhla v období 1500–1650 ve stejném místě.
Z pohledu „bílého“ osídlení je v historii Glenorchy rozhodujícím momentem rok 1860. Tehdy při průzkumné plavbě po jezeře Wakatipu doplul na své velrybářské lodi až na jeho severní konec William G. Rees, objevitel a zakladatel města Queenstown. Pojmenoval obě ústící řeky – Rees a Dart Rivers a přilehlé nivní a náplavové oblasti prohlásil za farmářské území (tím se oficiálně jednalo o hodnotnou, a tedy prodejnou půdu). Jako první stálé osídlení původními Evropany je uváděna ovčácká chata z roku 1861, která se nacházela poblíž dnešní pošty a ve které žili Alfred Duncan a George Simpson – zaměstnanci farmy North Station. Následovaly další menší stavby a koncem roku 1862, spolu s příchodem zlaté horečky do regionu Otago, zaplavili Glenorchy zlatokopové, díky kterým došlo k dalšímu, byť zatím nepatrnému, rozvoji místní infrastruktury – několik menších domů a chat stálo v údolí Dart i Rees a na jejich dalších významných přítocích. Do roku 1862 také datujeme oficiální založení osady Glenorchy, jejíž název pochází ze skotské gaelštiny „Glen of Orchy“ (Údolí řeky Orchy) – díky většinovému skotskému původu prvních osadníků a údajně pro podobnost s jistým místem tohoto jména ve skotském Argyll.
Roku 1870 byl prozkoumán severozápadní břeh jezera Wakatipu a založena osada Kinloch (skotská obdoba anglického „Head of the Lake“), která měla sloužit jako vnitrozemní báze pro spojení se západním pobřežím Nového Zélandu – konkrétně s osadou v zátoce Martin’s Bay. Začalo se dokonce s budováním spojovací silnice, ale díky špatnému vyměření k naplnění této vize nikdy nedošlo. Přesto začal v romantické osadě fungovat Glacier Hotel, provozovaný R. C. Bryantem a níže po břehu byla založena pila Mill Creek. Ta zpracovávala vytěžené dřevo (zejména původních stromů totara a pabuků silver a red beech) tolik žádané pro místní mosty, lodě, farmářské ohrady či dřevěné výztuhy do horečně vznikajících zlatokopeckých štol.

## Zlato
Zlatonosná půda ve formě naplavenin byla poprvé zaznamenána evropskými prospektory v údolích Rees a Dart a v řečištích jejich přítoků – Dvanáctimílový potok (Twelve-mile Creek) (Ox Burn), potok Precipice Creek a Buckler Burn. Zlaté žíly byly také objeveny v nitru okolních hor – Mount Judah, Invincible Reef, Rees Gorge. Zlato bylo těženo rozrušováním horniny důmyslným způsobem zvaným sluicing – hydromechanizovaným dobýváním pomocí vymýváním vodou, ať už různě vyspádovanými konstrukcemi, kdy za použití rozmítacích pil a vodních kol nabýval vodní proud postupně na síle, či odváděním celých toků potřebným směrem skrz otvory vytesané ve skále a nahnané do koryt, žlabů a potrubí k ústím primitivních vodních děl. Proplachování a rozpojování horniny pak pokračovalo ve žlabech a sítech, jejichž pozůstatky (stejně jako ruiny obydlí zlatokopů) je možné najít na několika místech dodnes. V řečišti Dart River dokonce začalo nakrátko pracovat ambiciózní říční rypadlo (odtud název Dredge Flat), zbudované v nákladu tehdy nikoliv bezvýznamné sumy £25.000. Konstrukce rypadla byla však poddimenzována a docházelo k častým poruchám kvůli záplavám a společnost tak byla nucena svou činnost ukončit. Jedinou produktivní těžbou se později ukázala být pouze lokalita Invincible Mine. I říční zlato v oblasti soutoku Dart River a Beans Burn, kam dokonce čínští zlatokopové vybudovali silnici (Chinamans Bluff), se velmi rychle vytěžilo a zlatá horečka, která postupně zasáhla region v několik vlnách, zde koncem 80. let 19. století zcela ustala.
Ve stejném období však Glenorchy zaznamenávají opravdový rozmach – v jediném roce (1885) byly postaveny 3 hotely (Mount Earnslaw, Glenorchy a Alpine Club) k uspokojení přílivu prvních turistů, přijíždějících za místními přírodními krásami parníky z Queenstownu. O rok dříve spatřila světlo světa první škola – situovaná však tehdy do Kinlochu, přičemž nová škola již přímo v Glenorchy přivítala první děti v roce 1888.

### Wolfram
Další samostatnou etapou pro Glenorchy a pro Nový Zéland zcela unikátní historickou záležitostí je těžba horniny zvané scheelite (calcium tungstate, tungsten, wolfram či wolframit) – jediný minerál, na kterém doslova závisela existence obce a který v podstatě „dostal Glenorchy do map“. Název tungsten byl pro rudu prvně použit roku 1758 a pochází ze švédštiny, kde tung znamená těžký a sten kámen. Přešel i na hlavní minerální složku této rudy, ze které r. 1781 švédský chemik C. W. Scheele izoloval ve formě oxidu nový prvek nazvaný rovněž tungsten (česky wolfram), zatímco minerál byl na počest objevitele prvku nazván scheelite. V kovovém stavu se tento prvek nazývá wolfram.
Nerost byl místním známý pod názvem “Bílý Maor” a dodnes má mnoho využití v průmyslu. Soli wolframu byly dříve používány jako ustalovač přírodních barviv při barvotisku látek, ale se zjištěním, o jak tvrdý prvek se jedná, nabralo jeho využití podstatně významnější směr. Nejprve se uplatnil při výrobě žhavicích vláken v žárovkách, ale největšího docenění se wolframu dostalo pro schopnost řezat i běžné oceli. Tím jeho odbyt vzrostl zejména v období válek, kdy se stal doslova minerálem strategické důležitosti. Pro své výjimečné vlastnosti – tvrdost, odolnost a elasticitu i při explozivních otřesech – se používal pro výrobu hlavní do zbraní těžkého kalibru.
Wolframit byl objeven v tenkých nesouvislých vrstvách různě rozmístěných v břidličných horách v okolí Glenorchy již prvními zlatokopy, komerčně se ale s těžbou nezačalo dříve než roku 1902. V roce 1880 byl učiněn první pokus o těžbu v lokalitě Mount Judah, ale pro nedořešenou logistiku se akce stala finančně nejistou a dále se nepokračovalo. Nejvýznamnější zdroje v podobě aluviálních depozitů se nacházely v naplaveninách potoků Precipice Creek a Buckler Burn.
Těžilo se v neobyčejně tvrdých podmínkách, v nadmořské výšce kolem tisíce metrů i výše, a to jak v šachtách, tak formou povrchových dolů. Hory byly v průběhu let protkány spletí stezek, ale k největší viditelné úpravě terénu došlo až po druhé světové válce s nástupem buldozerů. Ale dlouhá léta tomu tak nebylo. U dolů byly vybudovány baterie na zpracování rudy, ale čistý koncentrát wolframitu se musel dopravovat po drsných stezkách dolů k jezeru, odkud ho odvážely parníky. Často na ližinách tažených koňmi, někdy na zádech horníků, některá nepřístupná místa byla spojena lanovými drahami. Při troše štěstí si horník mohl za měsíc vydělat to samé co námezdní dělník za rok, ale také musel čekat půl roku až rok na šek za již prodanou rudu ...
V šedesátých letech minulého století zůstalo jen několik skutečných vytrvalců, kteří pokračovali v těžbě spíše díky vztahu k místu než pro peníze. V současnosti se wolframit těží i jinde ve světě a protože je cena velmi nízká, místní doly se ve světovém měřítku staly neefektivní a neschopné konkurence. Těžba byla po posledním pokusu ji obnovit v roce 1968 zastavena a jako vzpomínka na toto období zůstaly v okolních horách stezky vybudované buldozery, propadlé šachty a zarůstající tunely. Na několika místech je stále možné vidět pozůstatky těžební techniky v různém stupni rozkladu a opravdovou nostalgií jsou staré hornické chaty s poetickými jmény – Bonnie Jean, Heather Jock, Boozer, Mc Intosh a další. 
Dnes se staly útočištěm trampů, hledajícím něco historie a především fantastické výhledy z vrcholků Richardson Mountains. Pravda – chaty jsou to velmi prosté, obvykle jen z vlnitého plechu (ten je mimochodem na NZ stále prvotřídním stavebním materiálem), ale svítá jim na lepší časy. Department of Conservation (Odbor životního prostředí NZ), který dostal oblast do správy, již začal pracovat na jejich rekonstrukci a několik hlavních stezek se stalo oficiálními treky. Také historie těžby wolframitu v Glenorchy zažívá jisté obrození a spolupráce místní komunity a pamětníků přináší své první ovoce – například v podobě nedávno vydaného a opravdu velmi zdařilého DVD, věnovaného právě historii těžby wolframitu v Glenorchy.

## Příroda
Co přivedlo do Glenorchy první obyvatele a proč se rozhodli tu žít už víme. Co sem však přivádí současné návštěvníky či proč se někteří dokonce rozhodnou tu usadit? To jsou dvě samostatné otázky, protože každá zahrnuje jinou skupinu lidí. Jedno má však nepochybně společné – lásku či obdiv k přírodě, která tu opravdu investicí do krásy nešetřila.
Samotný „Township of Glenorchy“ sedí přímo na břehu 399 m hlubokého ledovcového jezera Lake Wakatipu, denně měnícího svou barvu patrně podle nálady, kterou právě má. Samotné údolí bylo vytvořeno obrovským, postupně ubývajícím ledovcem, jehož pozůstatky je dnes vidět v podobě Mount Earnslaw Glacier, Dart Glacier či Olivine Plateau. Ledovcové minulosti (mluvíme o době ledové, která skončila před 10 000 lety) také celá oblast vděčí za své geologické uspořádání – nachází se na zlomu mezi zónou metamorfovaných a usazených geologických pásem, doslova vybroušených posunujícím se kolosem ledu. Stojíte-li na konci mola v Glenorchy a rozhlédnete se kolem, přes hladinu jezera, první zaujmou zubaté svahy Humboldts Mountains s nejvyšší Mount Bonpland (2343 m n. m.) – hřebene pojmenovaného po velkém cestovateli a přírodovědci Alexandru von Humboldtovi. Zejména na jaře můžete pozorovat rozdíl v barvě lesa na úpatí těchto hor, kde převládá pabuk red beech (Notofagus fusca), od zhruba 500 m n. m. pak silver beech (Notofagus menziesii) a zcela nejvýše pod hranicí buše pak mountain beech (Notofagus solandri). Nad nimi pak šedé skalní špice, často i přes léto pokryté zbytky sněhu a ledu. Přímo nad městečkem se pak vypínají téměř „plešaté“ a v souvislosti s těžbou zlata a wolframitu již zmiňované Richardson Mountains s nejvyšším dramaticky rozeklaným štítem Mount Larkins (2300 m n. m.). Vpravo, tedy přímo na severu, se tyčí již zmiňovaná nejvyšší hora Mount Earnslaw (maorsky Pikirakatahi, 2830 m n. m.)
Převážná část tohoto parku (zal. r. 1964), zapsaného jako Te Wahipounamu neboli South West New Zealand v UNESCO, je vcelku citlivě spravována prostřednictvím Department of Conservation (DOC – již zmiňovaný Odbor životního prostředí, maorsky Te Papa Atawhai), přestože celé území je stále v oficiálním vlastnictví maorského kmene Ngai Tahu a půda je zde pro Maory posvátná. DOC také buduje, udržuje a dohlíží na síť trampských treků různého stupně náročnosti a komfortu na území tohoto NP. V parku platí docela přísná pravidla pro pohyb, lov či táboření, o komerčních aktivitách nemluvě – vše je záležitostí povolenek, licencí, v případě těch nejvyhlášenějších treků pak dokonce rezervačního systému. Nocleh je na trecích možný – opět dle kategorie – buď v různě kvalitních trampských chatách, kde ty nejkomfortnější nabízejí tekoucí pitnou vodu, palandy s matracemi, topení na dřevo a uhlí a přes hlavní sezónu (říjen – duben) také plynové vařiče, nebo ve vlastních stanech, ale pouze na k tomu určených místech. Nocležné se pak pohybuje od 15 NZD do 52 NZD (1 NZD cca 15 Kč).
Biodiverzita NP Mount Aspiring i přírody v okolí samotného Glenorchy je velmi bohatá – riffleman, tui (tui zpěvný), bellbird (květosavka novozélandská), robin (lejsčík dlouhonohý), papoušek kakariki (parakeet), pištec žlutý (mohua, yelowhead), fantail (pávík popelavý) či kereru (NZ pigeon, holub novozélandský) – to vše jsou méně či více běžní zástupci místní novozélandské ptačí říše. V podvečer můžete spatřit mihotající se stíny dvou druhů netopýra (jediní původní savci na NZ) nebo slyšet houkající sovičku morepork (Ruru, sýček novozélandský). Při procházce po dřevěném chodníku v mokřadech romantické Glenorchy Lagoon pak můžete vidět spoustu druhů vodních ptáků – Paradise Duck (husice rajská), kanadské husy, původní Pukeko (slípka modrá), či Black Swan (labuť černá). Na potocích v nitru lesů je možné spatřit přísně chráněný druh kachny modré (Blue Duck, Whio). Nepotvrzená pozorování uvádí také výskyt velmi starého a ojedinělého ptačího druhu Kokako (Orange Wattled Crow, Glaucopis Cinerea), který byl nedávno oficiálně prohlášen za vyhynulý.
V alpské zóně, tedy nad hranicí buše (obvykle kolem 1000 m n. m.), najdete zase něco zcela jiného – kromě lavinové sutě tam, kde je sníh aktivní a nebezpečný po celý rok, se budete prodírat různě velkými střapatými trsy původní trávy tussock a nepřeberným množstvím alpinek od voňavých koberců po pichlavé keře. V nivách a dosahu vody pak vodomilná společenstva flóry – rosnatky, bublinatky, nejrůznější druhy orchidejí a slatinných dřevin. Ve vyšších polohách skalních stěn lze spatřit ostříže novozélandského (Karearea, NZ Falcon) nebo populárního a drzého horského papouška Kea (Nestor kea, Nestor notabilis).
Zmiňovaný DOC má v rámci péče o NP na starosti také regulaci introdukovaných (zavlečených) druhů, zejména přemnožených a pro místní ptactvo totálně devastujících škůdců jako jsou possum (kusu liščí), lasičky, krysy či divoké kočky. Také v Glenorchy pracuje tým DOC, který má tuto stranu NP Mount Aspiring na starost – kromě údržby treků a historických míst pokládá a kontroluje pasti, jedovaté návnady, reguluje přemnožující se stáda koz a vysoké, monitoruje ohrožené druhy ptáků či řídí regenerační a revitalizační programy ohrožené fauny i flóry.

## Lidé v průběhu času
Osudy obyvatel Glenorchy byly díky obživě v podobě „tvrdého chlebíčku“ pevně svázány s místní přírodou – bez ohledu na to, zda jste byl zlatokopem, horníkem dobývajícím wolframit, farmářem či majitelem hotelu. Do historie se zapsalo zejména několik jmen, rodiny či jednotlivci, kteří stáli u zrodu místní komunity a jejichž potomci nezřídka žijí v Glenorchy dodnes. Farmářská rodina Scottů, kteří vlastní velkou část údolí Rees Valley a bojuje za zachování místních stád merino ovcí (ne právě snadný úkol v době syntetických vláken), pojmy ve zlatokopecké a wolframitové éře jako Watson, Rialton, Paulin nebo první průkopníci turismu v Glenorchy – Aitken a Veint, kteří vybudovali nádhernou koloniální usedlost Arcadia v nedaleké přírodní perle Paradise Flats. 
Již koncem 19. století zde byly položeny první kameny komerční vysokohorské turistiky – v roce 1882 se reverend W.S. Green pokusil o první výstup s průvodcem na Mount Earnslaw/Pikirakatahi. Parníky postupně na jezeře vzaly za své, zejména s vybudováním silnice z Queenstownu v roce 1962, ale o to přístupnější dnes Glenorchy jsou, ale paradoxně, o to uzavřenější je místní komunita. Přespolní – tedy zejména obyvatelé Queenstownu – často o lidech z GY („dží-vay“ – jak se familiérně obec označuje) mluví s rezervou.
Obec dnes v drtivé většině žije z turistického ruchu postaveného zejména na věhlasu z dob natáčení Pána prstenů (vyjížďky na koních, jízda v tryskových člunech, paragliding, canyoning, kayaking nebo skydiving), lidé tu stále vysoko cení privilegia, které místo nabízí – těsný kontakt s přírodou, volnost, neuspěchaný životní styl, větší soudržnost lidí a bezpečnost.